# 日本空間デザイン協会
一般社団法人日本空間デザイン協会（にほんくうかんデザインきょうかい、英：Japan Space Design Association, 略称DSA）は日本を代表する空間デザイナーの職能団体であり、日本で最も歴史のある空間系のデザイン団体である。日本デザイン団体協議会（DOO, 旧D-8）、空間デザイン機構の加盟組織であり、東京都品川区の東京デザインセンター内に事務局を置く。

## 概要
日本空間デザイン協会は1959年に発足し、初期には日本ディスプレイデザイン協会と称し、戦後の産業展示の先駆けとなった東京モーターショーなどの展示会（エキシビション, 英：Exhibition）や街並みを明るく彩るショーウインドウ（英：Show Window）を手掛けるディスプレイデザイナー（英：Display Designer）が会員構成の主体となった。
1960年代における生活文化の欧米化と高度経済成長の追い風を受け商業施設やイベントをはじめディスプレイデザインの職域は多彩化、拡大化し、加えて1970年開催の日本万国博覧会を契機とし博覧会（英：Exposition）や博物館（英：Museum）、公共空間のデザインなどを包含しそのカテゴリーはきわめて広範なものとなった。
今日、日本空間デザイン協会はデザインアワード（日本空間デザイン賞）、年鑑日本の空間デザイン（六耀社刊）をはじめさまざまな研究活動、普及啓発活動を通じ空間デザインの価値向上を目指し、尚且つ広く社会に貢献することを目的としている。日本空間デザイン協会の英文略称であるDSAのロゴタイプは2012年に当時の日本グラフィックデザイン協会（JAGDA）の会長であった勝井三雄によるデザインである 。

## 沿革
1959年に大阪にて日本展示美術家協会が発足（代表 上田健一、二代目代表 山川勝彦）、1963年に東京にて日本ディスプレイデザイン協会（代表 高村英也、二代目代表 森崇）が創設され、両協会は1974年に統合され日本ディスプレイデザイン協会（初代理事長 古畑多喜雄）として全国組織となった。初期の協会役員には藤山愛一郎、豊口克平、剣持勇、清家清、河野鷹思、岡本太郎、堺屋太一などデザイナーのみならず各界の著名人も名を連ねた。1973年から毎年デザイン年鑑が刊行され第１号目の装丁はグラフィックデザイナーの田中一光が担当した 。
1993年に社団法人として認可を受け、2012年に協会名称の変更を行い一般社団法人日本空間デザイン協会となり現在に至る。

## 歴代会長（理事長）
・古畑多喜雄（1974年- 1978年）

・木村一雄（1978年- 1984年）

・松本次郎（1984年 - 1988）

・魚成祥一郎（1988年 - 1993）

・寺澤勉（1993年 - 1997年）

・高見慧（1997年 - 2003年）

・田中寛志（2003年 -2007年）

・山田昌之（2007年 -2011年）

・官浪辰夫（2011年 -2017年）

・鈴木恵千代（2017年 -2023年）

・出原秀仁（2023年 –現在）